# پوجا کومار
پوجا کومار (به انگلیسی: Pooja Kumar) (زاده ۴ فوریه ۱۹۷۷) بازیگر، مدل هندی-آمریکایی است.
از کارهای معروف او می‌توان به بازی در فیلم‌های ویشواروپام، ویشواروپام ۲ و شرور صادق اشاره کرد.